# Cadena costera del Pacífico
La cadena costera del Pacífico es el grupo de cordilleras que se extienden a lo largo de la costa oeste de América del Norte desde Alaska al Norte hasta el Centro de México. También es conocida como la cordillera del Pacífico, especialmente en Canadá, donde este sino también incluye las Montañas Rocosas y Columbia y a otras cordilleras.
El carácter de las cordilleras varía considerablemente, desde los glaciares sin precedentes con terminación en mar en las cordilleras de Alaska, hasta las bajas pero accidentadas colinas cubiertas de matorrales del Sur de California, pero la costa  entera es constante en descender abruptamente hasta el mar, a menudo resultando en vistas fotogénicas. A lo largo de la Columbia Británica y la costa de Alaska, las montañas se entremezclan con el mar en un complejo laberinto de fiordos, con miles de islas.
Hay bastantes pequeñas llanuras costeras en las desembocaduras de ríos que han perforado a través de las montañas, particularmente en el río Copper en Alaska, el río Fraser en la Columbia Británica, el río Columbia entre Washington y Oregón, y los ríos Sacramento y San Joaquín en California, que crean la bahía de San Francisco.
De las inmediaciones del norte de la bahía de San Francisco, es común en invierno para las masas inestables de aire frío del golfo de Alaska hacer tierra en una de las cordilleras costeras, resultando en fuertes precipitaciones, tanto lluvia como nieve, especialmente en sus vertientes occidentales.
Omitida de la lista de debajo, pero con frecuencia incluida está Sierra Nevada, una importante cordillera de California del Este que está separada por el Valle Central durante la mayoría de su longitud desde las cadenas costeras de California y las cordilleras transversales.

## Geología
En la costa occidental de Norteamérica, las cordilleras costeras y la llanura costera forman el margen. La mayor parte de la tierra está formada por terranos acrecidos en el margen. En el norte, el cinturón insular es un terreno acrecionado que forma el margen. Este cinturón se extiende desde el terreno de Wrangellia en Alaska hasta el grupo de Chilliwack de Canadá.
Una ruptura en Rodinia hace 750 millones de años formó un margen pasivo en el noroeste del Pacífico oriental. La ruptura de Pangea hace 200 millones de años inició el movimiento hacia el oeste de la placa norteamericana, creando un margen activo en el continente occidental. A medida que el continente se desplazaba hacia el oeste, los terrenos se acretaban sobre la costa occidental. El momento de la acreción del cinturón insular no se conoce, aunque el cierre no se produjo hasta hace al menos 115 millones de años. Otros terranos del Mesozoico que se acretaban sobre el continente son las Montañas Klamath, la Sierra Nevada y la superterraza de Guerrero del oeste de México. Hace 90-80 millones de años la Placa de Farallón que subducía se separó y formó la Placa de Kula al norte. Esto formó un área en lo que ahora es el norte de California, donde las placas convergieron formando una mélange. Al norte de ésta se encontraba el Columbia Embayment, donde el margen continental estaba al este de las zonas circundantes. Muchos de los principales batolitos datan de finales del Cretácico. Cuando la Orogenia Laramide terminó hace unos 48 millones de años, comenzó la acreción del terreno Siletzia en el noroeste del Pacífico. Esto inició la actividad volcánica en la zona de subducción de Cascadia, formando la moderna cordillera de las Cascadas, y duró hasta el Mioceno. Los sucesos aquí pueden estar relacionados con la erupción de ignimbrita del Terciario medio del sur de la Provincia geológica de Basin and Range. Cuando la extensión en la Provincia de Basin and Range se ralentizó por un cambio en el movimiento de la Placa de América del Norte hace unos 7 u 8 Millones de años, comenzó el deslizamiento (rifting) en el Golfo de California.
Aunque muchas de las cordilleras comparten una historia geológica común, la provincia de las Cordilleras de la Costa del Pacífico no está definida por la geología, sino por la geografía. Muchas de las cordilleras están compuestas por distintas formas de roca de diferentes periodos de tiempo geológico, desde el Precámbrico en partes de las Montañas del Pequeño San Bernardino hasta rocas de 10.000 años de antigüedad en la Cordillera de las Cascadas. Por ejemplo, las Cordilleras Peninsulares, compuestas por roca batolítica mesozoica, son geológicamente muy diferentes de la Sierra de San Bernardino, compuestas por una mezcla de roca metamórfica precámbrica y roca sedimentaria cenozoica. Sin embargo, ambas se consideran parte de la Cordillera de la Costa del Pacífico debido a su proximidad y a su similar impacto económico y social en las comunidades circundantes.

## Cordilleras principales
Estas son miembros de la Cadena costera del Pacífico, de norte a sur:
- Montañas Kenai, Alaska del Sur
- Cordillera Chugach, Alaska del Sur
- Montañas Talkeetna, Alaska del Sur
- Cordillera Yukon, Alaska, Yukón
  - Montañas Wrangell, Alaska del Sur
- Montañas San Elías, Alaska del Sur, sudoeste de Yukon, noroeste lejano de la Columbia Británica
  - Cordilleras Alsek
    - Cordillera Fairweather
    - Montañas Takshanuk, Haines, área de Alaska. Entre los cuencas del Chilkat y el Chilkoot
- Montañas Costeras
  - Cordilleras Boundary, sudeste de Alaska, noroeste de la Columbia Británica
    - Cordillera Cheja (sudeste de los ríos Taku/Whiting)
    - Cordillera Chechidla
    - Campo de hielo Chutine
    - Montañas Adam
    - Cordillera Washington
    - Cordillera Burniston
    - Cordillera Dezadeash
    - Cordillera Florence
    - Cordillera Halleck
    - Campo de hielo Juneau
    - Montañas Kahpo
    - Cordillera Kakuhan
    - Montañas Lincoln
    - Cordillera Longview
    - Montañas Peabody
    - Cordillera Rousseau
    - Montañas Seward
    - Cordillera Snowslide
    - Cordillera Spectrum
    - Campo de hielo Stikine

  - Cordilleras Kitimat, Costa Norte de la Columbia Británica
  - Cordilleras Pacific, Costa Sur y Central de la Columbia Británica
    - Cordillera Rainbow, noroeste de Chilcotin, también clasificable como parte de la Interior Plateau
    - Cordillera Pantheon, área de Homathko
    - Cordillera Niut, área de Homathko
    - Cordillera Waddington, área de Homathko
    - Cordillera Whitemantle, área de Homathko
    - Cordillera Bendor
    - Cordilleras Garibaldi
    - Cordillera Clendinning
    - Cordillera Tantalus
    - Cordilleras Chilcotin
      - Cordillera Dickson
      - Cordillera Shulaps
      - Cordillera Camelsfoot

    - Cordilleras Lillooet, lado Oeste del Cañón Fraser
      - Cordillera Cantilever
      - Cordillera Cayoosh

    - Cordilleras Douglas
    - Cordilleras Front (Montañas North Shore)
- Montañas Insulares, Columbia Británica
  - Cordilleras de la isla de Vancouver, Columbia Británica
  - Montañas Queen Charlotte, Columbia Británica
- Montañas Olímpicas, Washington
- Colinas Willapa, Washington
- Cordillera Cascade, Columbia Británica (lado oeste del Cañón Fraser), Washington, Oregón y California
- Cordillera costera de Oregón, Oregón
  - Cordillera de la costa Norte de Oregón
  - Cordillera de la costa Central de Oregón
  - Cordillera de la costa Sur de Oregón
- Montañas Calapooya, Oregón
- Klamath-Siskiyou
  - Montañas Klamath, Oregón, California del Norte
  - Montañas Siskiyou, Oregón, California del Norte
  - Alpes Trinity y Montañas Salmon, California
  - Montañas Yolla Bolly, California del Norte
- Cordilleras de la costa Norte, California
  - Cordillera King, California del Norte
  - Cordillera Mendocino, California del Norte
  - Montañas Mayacamas, California
  - Colinas Marin, California, incluyendo el Monte Tamalpais
- Cordilleras de la costa Sur, California central
  - Cordillera Diablo, California
  - Montañas Santa Cruz, California
  - Cordillera Santa Lucía, California
  - Cordillera Temblor, California
  - Cordillera Caliente, California
- Cordilleras Transversales, California
  - Montañas Sierra Madre
  - Montañas Sierra Pelona
  - Montañas San Emigdio
  - Montañas San Rafael
  - Montañas Santa Ynez
  - Montañas Santa Susana
  - Montañas Topatopa
  - Colinas Simi
  - Montañas Santa Mónica
  - Montañas Tehachapi
  - Montañas San Gabriel
  - Montañas San Bernardino
- Cordilleras Peninsulares
  - Montañas Santa Ana, California
  - Montañas San Jacinto, California
  - Cordillera Palomar, California
  - Sierra Juárez, Baja California
  - Sierra de San Pedro Mártir, Baja California
  - Sierra de la Laguna, Baja California Sur
- Sierra Madre Occidental, México

## Campos de hielo principales
Estos no se llaman cordilleras, pero equivalen a la misma cosa. La cadena costera del Pacífico es la casa de los más grandes campos de hielo en latitud temperada del mundo.
- Campo de hielo Harding
- Campo de hielo Sargent
- Campo de hielo Bagley
- Campos de hielo Kluane
- Campo de hielo Juneau
- Capa de hielo Stikine
- Campo de hielo Ha-Iltzuk (Glaciar Silverthrone)
- Campo de hielo Monarch
- Campo de hielo Waddington
- Campo de hielo Homathko
- Capa de hielo Lillooet (Lillooet Crown)
- Capa de hielo Pemberton